# Berberis ludlowii
Berberis ludlowii är en berberisväxtart som beskrevs av Ahrendt. Berberis ludlowii ingår i släktet berberisar, och familjen berberisväxter. Inga underarter finns listade i Catalogue of Life.